# Mein Kampf (Spielfilm)
Der Film Mein Kampf aus dem Jahr 2009 ist eine Verfilmung des gleichnamigen Theaterstücks mit Tom Schilling als jungem Hitler, Götz George als Schlomo Herzl und Bernd Birkhahn als Lobkowitz unter der Regie des Schweizers Urs Odermatt. Drehorte waren Wien, Zittau, Zgorzelec, Herrnhut und Székesfehérvár. Die Premiere war in Kanada im August 2009, deutscher Kinostart war am 26. März 2011.

## Handlung
Der Film spielt 1910 in einem Männerasyl in der Wiener Blutgasse. Der junge, despotische, untalentierte Zeichner Adolf Hitler kommt nach Wien, um Kunst zu studieren. Er trifft auf die Juden Schlomo Herzl und den Koch Lobkowitz. Herzl und Hitler freunden sich an. Der kluge Buchhändler Schlomo Herzl arbeitet an einem Roman, der den Arbeitstitel Mein Kampf trägt. Als Hitler vom Aufnahmegremium der Wiener Kunstakademie abgelehnt wird, tröstet ihn Herzl. Hitler erfährt zum ersten Mal in seinem Leben so etwas wie Zuneigung. Herzls Fürsorge für den traurigen Mann, der nie in seinem Leben geweint hat, geht sogar so weit, dass er ihn zu einer neuen Karriere führt, mit fatalen Folgen für die Weltgeschichte. Der Jude bereitet Hitler auf ein Leben als Politiker vor und überlässt ihm sogar den Titel seines Romans, damit Hitler ihn für seine politische Schrift verwenden kann. Schließlich verwandelt Herzl ihn auch äußerlich in den Adolf Hitler, den die Geschichtsschreibung kennt.

## Kritik
Bei der deutschsprachigen Kritik fiel der Film weitestgehend durch. Für Jörn Seidel von der Zeit „entpuppt sich Odermatt als Trittbrettfahrer der Hitlerei“, dem Streifen sei „als Folge seines Authentizitätsstrebens der Witz der Vorlage abhanden gekommen.“ Sonja M. Schultz schreibt auf critic.de, dem Film fehle „durchweg das Timing für Taboris trockene Absurditäten“. Laut Wolfgang Höbel vom Spiegel „strengt sich [der Film] mit viel Pseudo-Realismus unheimlich an, dem Zuschauer ein Verniedlichungsformat anzudienen, das weder im Kino noch im Theater wirklich etwas verloren hat“ und für Jan Schulz-Ojala vom Tagesspiegel „begräbt er [Urs Odermatt] das pralle Leben der Stückvorlage unter Patina und Postkartenansichten.“ Das Lexikon des internationalen Films meint: „In der Figurenzeichnung ebenso wie als Zeitbild unglaubwürdig, findet die Adaption keinen überzeugenden Ansatz und erschöpft sich in der naiven, gestelzt wirkenden Trivialisierung der Hitler-Figur.“